# Heterusia jacintina
Heterusia jacintina är en fjärilsart som beskrevs av Thierry-mieg 1893. Heterusia jacintina ingår i släktet Heterusia och familjen mätare. Inga underarter finns listade i Catalogue of Life.